# Roissy-en-Brie
Roissy-en-Brie és un municipi francès, situat al departament de Sena i Marne i a la regió d'Illa de França. L'any 1999 tenia 19.693 habitants.
Forma part del cantó de Pontault-Combault, del districte de Torcy i de la Comunitat d'aglomeració de París-Vallée de la Marne.
En el castell d'aquesta localitat fou on la majoria d'escriptors catalans exiliats després de la Guerra Civil espanyola (1936-1939) van ser instal·lats per part del govern francès i el govern de la Generalitat. D'aquesta manera es va convertir en un lloc d'intercanvi entre ells i també en un centre d'ajuda per als refugiats. Autors com Mercè Rodoreda, Pere Calders, Francesc Trabal, Armand Obiols, Pere Quart, Agustí Bartra, Avel·lí Artís Gener (Tísner)... trobaren refugi en aquest castell.
Carles Riba i Clementina Arderiu es van hostatjar a Bierville, al municipi de Boissy-la-Rivière (departament d'Essonne, no confongueu amb l'homònim de Seine-maritime), uns quants quilòmetres al sud de París. Allí Riba va compondre la seva obra Les elegies de Bierville.
D'aquesta estada en van sorgir almenys dues relacions sentimentals, la primera s'establí entre Mercè Rodoreda i Armand Obiols, la segona fou entre Agustí Bartra i Anna Murià.
El grup fou dissolt amb l'entrada dels nazis a França i molts van decidir per marxar cap a Amèrica, mentre que d'altres cercaren refugi a Suïssa.
Actualment el castell és la seu de l'ajuntament de la localitat.